# Arie Bieshaar
Adrianus Gerardus "Arie" Bieshaar (Amsterdam, 15 de març de 1899 - Haarlem, 24 de juny de 1975) fou un futbolista neerlandès que va competir a començaments del segle xx.
El 1920 va prendre part en els Jocs Olímpics d'Anvers, on guanyà la medalla de bronze en la competició de futbol. Pel que fa a clubs, defensà els colors del HFC Haarlem entre 1917 i 1934, amb qui marcà 119 gols en els 285 partits que disputà. Amb la selecció nacional jugà 4 partits, en què no marcà cap gol.